# اليكس هوز
اليكس هوز (بالإنجليزية: Alex Howes)‏ مواليد 1988 في دنفر، الولايات المتحدة، هو دراج أمريكي في صنف سباق الدراجات على الطريق.

## سجل النتائج

### سباقات أو مراحل فاز بها
| التاريخ        | السباق                                                | المركز                      |
| -------------- | ----------------------------------------------------- | --------------------------- |
| 24 أغسطس 2014  | يو إس إيه برو تشالنج 2014                             | الثاني في تصنيف النقاط      |
| 09 أغسطس 2015  | طواف يوتا 2015                                        | التاسع في تصنيف النقاط      |
| 28 مايو 2016   | بطولة الولايات المتحدة لسباق الدراجات على الطريق 2016 | المركز الثاني               |
| 05 سبتمبر 2016 | طواف ألبرتا 2016                                      | التاسع في التصنيف العام     |
| 01 أبريل 2017  | جائزة ميغيل إندوراين 2017                             | المرتبة 13 في التصنيف العام |
| 08 أبريل 2017  | طواف إقليم الباسك 2017                                | الفائز في ترتيب التسلق      |
| 13 أغسطس 2017  | كولورادو كلاسيك 2017                                  | المركز الثالث               |
| 04 سبتمبر 2017 | طواف ألبرتا 2017                                      | المركز الثالث               |
| 18 أغسطس 2019  | طواف يوتا 2019                                        | الرابع في تصنيف الجبال      |

## روابط خارجية
- اليكس هوز على موقع الاتحاد الدولي للدراجات (الإنجليزية)
- اليكس هوز على موقع أرشيف الدراجات (الإنجليزية)
- اليكس هوز على موقع إحصائيات الدراجات الإحترافية (الإنجليزية)
- اليكس هوز على موقع نسبة الدراجات (الإنجليزية)
- اليكس هوز على موقع CycleBase (الإنجليزية)